# Phippsøya
Phippsøya ist die größte Insel der Sjuøyane („Sieben Inseln“) im zu Norwegen gehörenden Spitzbergen-Archipel.
Die Insel ist langgestreckt, unregelmäßig geformt und stark gegliedert. Sie ist 11 Kilometer lang und besitzt eine Fläche von 22 km². Ein nur 300 m breiter Isthmus teilt die Insel in eine Nordwest- und eine Südosthälfte. Ihre mit 465 m höchste Erhebung ist nach Tryggve Gran benannt, einem norwegischen Teilnehmer an Robert Falcon Scotts Terra-Nova-Expedition, und liegt nahe Kapp Ehrensvärd im äußersten Nordwesten. Besonders im südöstlichen Teil der Insel gibt es kleinere Seen, von denen Isvatnet („Eissee“) und Alketjørna („Alkensee“) die größten sind. Von der Nachbarinsel Tavleøya ist Phippsøya durch den etwa einen Kilometer breiten Marmorsund getrennt, von Martensøya durch den Trollsund und von Parryøya durch den Straumporten.
Die Insel war Robbenschlägern wahrscheinlich schon im 17. Jahrhundert bekannt. Die erste dokumentierte Landung erfolgte durch Skeffington Lutwidge (1737–1814) am 30. Juli 1773. Lutwidge war Kapitän auf der Bombarde HMS Carcass, einem der beiden Schiffe der Nordpolexpedition von Constantine Phipps, dem Namenspatron der Insel, der selbst die HMS Racehorse befehligte.